# Georg Mayerhofer
Georg Mayerhofer (* 4. März 1894 in Freyung/Bayerischer Wald; † 17. Dezember 1966 in Neumarkt-Sankt Veit) war ein deutscher Politiker der Bayernpartei.
Im Jahre 1920 ließ Mayerhofer sich als Fabrikant landwirtschaftlicher Maschinen und als Filmtheater-Besitzer in Neumarkt in Oberbayern nieder. Er gehörte zu den Mitbegründern der Bayernpartei und wurde zum Bezirksvorsitzenden gewählt. Im Kreistag Mühldorf führte er die BP-Fraktion. Dem Deutschen Bundestag gehörte er von 1949 bis 1953 an. Er wurde im Wahlkreis Altötting mit 33,5 % der Stimmen direkt ins Parlament gewählt.